# Alchemilla glacialis x pentaphylla f. superglacialis
Alchemilla glacialis x pentaphylla f. superglacialis é uma espécie de rosácea do gênero Alchemilla, pertencente à família Rosaceae.